# 新幹線をつくった男たち
『新幹線をつくった男たち〜夢よ、もっと速く〜』（しんかんせんをつくったおとこたち ゆめよ、もっとはやく）は、2004年11月3日に放送された、テレビ東京の開局40周年記念ドラマ。国鉄技師長の島秀雄や当時の総裁、十河信二の新幹線開通までの苦闘を描く。原作は高橋団吉の『新幹線をつくった男 島秀雄物語』。

## あらすじ
島秀雄は戦前からD51などの汽車を多く設計した技術者で、戦前の新幹線計画である弾丸列車計画にも関わった国鉄のエンジニアだったが、戦後から相次いで三鷹事件・桜木町事故など国鉄関連の鉄道事故・事件が多発し、更にその際の国鉄内部の責任のなすり合いに嫌気が差し、国鉄を退職した。それから4年余りの月日がたった。第3代国鉄総裁の長崎惣之助が辞任、新たに十河信二が国鉄4代目総裁になり、島秀雄を新たに住友金属から国鉄に呼び戻そうとする。最初は抵抗していたが、東海道本線の輸送量を改善するための新幹線計画や、父の島安次郎のことなどを聞き、国鉄に戻る決意をする。

## 出演者
- 島秀雄：松本幸四郎
- 十河信二：三國連太郎
- 島豊子：高橋惠子
- 十河キク：加藤治子
- 島隆：樋口浩二
- 松浦靖[1]：橋爪淳
- 大石重成：林隆三
- 藤城忠[2]：津嘉山正種
- 山本利三郎：山田明郷
- 林田勇：益岡徹
- 河野一郎：金田龍之介
- 三木武吉：鈴木瑞穂
- 石田禮助：高橋昌也
- 三井正[3]：水澤心吾
- 河上研市[4]：早坂直家
- 星川輝昭[5]：堀越大史
- 岡村伸雄：吉野悠我
- 大塚滋：畠中洋
- 川中克己：八下田智生
- 篠塚毅[6]：山口嘉三
- 居酒屋の女将：木村理恵
- ナレーター：辻萬長

## スタッフ
- 脚本：矢島正雄
- 演出：高橋一郎
- 音楽：渡辺貞夫
- 撮影協力：西日本旅客鉄道（東京指令所、博多総合車両所、交通科学博物館）、JR西日本テクノス、博新車両工業、ヴィアイン下関、東海旅客鉄道、東日本旅客鉄道、小田急電鉄、鉄道総合技術研究所、宇宙航空研究開発機構、鉄道建設・運輸施設整備支援機構、大林・大豊・松村・田中・北幹板倉トンネルJV、いばらきフィルムコミッション、水海道フィルムコミッション、下関フィルムコミッション、伊奈町、板倉町 ほか
- 技術協力：フォーチュン、東通
- 美術協力：アックス
- プロデューサー：菅沢正浩、阿部謙三
- 統括プロデューサー：佐々木彰
- 企画協力：日経映像
- 製作：テレビ東京、東宝[7]

## 備考
- 撮影は新潟県上越市板倉区で実際に工事をしていた北陸新幹線のトンネル内で行なわれた。
- 放送の約10日前に新潟県中越地震が発生したため、「開業以来40年間事故はない」などの表現を修正した。

## 原作書籍
- 『新幹線をつくった男 島秀雄物語』高橋団吉 小学館 2000年 ISBN 4093410313

## DVD
- 『新幹線をつくった男たちDVD』ビクターエンタテインメント 2005年